# 尾張三十三観音霊場
尾張三十三観音霊場（おわりさんじゅうさんかんのんれいじょう）は、愛知県の尾張地方にある観世音菩薩の霊場巡礼。

## 歴史
江戸時代には尾張西国三十三観音菩薩という霊場巡礼があり、尾張三十三観音霊場の前身とされる。現在のものとは寺院などが異なるという。
1955年（昭和30年）に尾張三十三観音霊場が開創された。なお、同時期の1957年（昭和32年）には三河三十三観音霊場も開創されている。尾張三十三観音霊場、三河三十三観音霊場、美濃三十三観音霊場、豊川稲荷をあわせて東海百観音とも呼ばれる。

## 霊場一覧
| No. | 画像 | 寺号             | 本尊            | 宗派                 | 所在地                   | 通称/別称            |
| --- | ---- | ---------------- | --------------- | -------------------- | ------------------------ | -------------------- |
| 1   |      | 真福寺宝生院     | 聖観音          | 真言宗智山派         | 名古屋市中区大須         | （通称：大須観音）   |
| 2   |      | 長栄寺           | 十一面観音      | 曹洞宗               | 名古屋市中区橘           |                      |
| 3   |      | 笠覆寺           | 十一面観音      | 真言宗智山派         | 名古屋市南区笠寺町       | （通称：笠寺観音）   |
| 4   |      | 長楽寺           | 立木観音        | 曹洞宗               | 名古屋市南区呼続         |                      |
| 5   |      | 普門寺           | 十一面観音      | 曹洞宗               | 大府市横根町石丸         |                      |
| 6   |      | 洞雲院           | 如意輪観音      | 曹洞宗               | 知多郡阿久比町卯坂英比   |                      |
| 7   |      | 岩屋寺           | 千手観音        | 尾張高野山宗         | 知多郡南知多町山海間草   |                      |
| 8   |      | 大御堂寺         | 聖観音          | 真言宗豊山派         | 知多郡美浜町野間東畠     | （別名：野間大坊）   |
| 9   |      | 斉年寺           | 十一面観音      | 曹洞宗               | 常滑市大野町             |                      |
| 10  |      | 大智院           | 聖観音 馬頭観音 | 真言宗智山派         | 知多市南粕谷本町         |                      |
| 11  |      | 観音寺           | 聖観音          | 真言宗智山派         | 東海市荒尾町仏供田       | （別名：荒尾観音）   |
| 12  |      | 荒子観音寺       | 聖観音          | 天台宗               | 名古屋市中川区荒子町宮窓 | （別名：荒子観音）   |
| 13  |      | 龍照院           | 十一面観音      | 真言宗智山派         | 海部郡蟹江町須成門屋敷上 |                      |
| 14  |      | 大慈院           | 十一面観音      | 曹洞宗               | 弥富市平島新田甲新田     | （別名：弥富観音）   |
| 15  |      | 広済寺           | 聖観音          | 曹洞宗               | あま市七宝町桂寺附       |                      |
| 16  |      | 甚目寺           | 聖観音          | 真言宗智山派         | あま市甚目寺東門前       | (通称：甚目寺観音）  |
| 17  |      | 萬徳寺           | 聖観音          | 真言宗豊山派         | 稲沢市長野               |                      |
| 18  |      | 龍潭寺           | 十一面観音      | 曹洞宗               | 岩倉市本町北門前         |                      |
| 19  |      | 桂林寺           | 聖観音          | 曹洞宗               | 丹羽郡大口町堀尾跡       |                      |
| 20  |      | 八葉蓮台寺寂光院 | 千手観音        | 真言宗智山派         | 犬山市継鹿尾字杉之段     | （通称：継鹿尾観音） |
| 21  |      | 小松寺           | 千手観音        | 真言宗智山派         | 小牧市小松寺             |                      |
| 22  |      | 陶昌院           | 聖観音          | 曹洞宗               | 小牧市上末中小路         |                      |
| 23  |      | 玉林寺           | 如意輪観音      | 曹洞宗               | 小牧市小牧               | （通称：小牧観音）   |
| 24  |      | 龍音寺           | 千手観音        | 浄土宗               | 小牧市間々本町           | （別名：間々観音）   |
| 25  |      | 龍泉寺           | 馬頭観音        | 天台宗               | 名古屋市守山区竜泉寺     |                      |
| 26  |      | 宝泉寺           | 千手観音        | 曹洞宗               | 瀬戸市寺本町             |                      |
| 27  |      | 慶昌院           | 十一面観音      | 曹洞宗               | 瀬戸市城屋敷町           |                      |
| 28  |      | 長母寺           | 聖観音          | 臨済宗東福寺派       | 名古屋市東区矢田         |                      |
| 29  |      | 久国寺           | 聖観音          | 曹洞宗               | 名古屋市北区大杉         |                      |
| 30  |      | 善福院           | 聖観音          | 真言宗智山派         | 名古屋市東区白壁         |                      |
| 31  |      | 聚福院           | 聖観音          | 曹洞宗               | 長久手市塚田             |                      |
| 32  |      | 仏地院           | 如意輪観音      | 曹洞宗               | 名古屋市天白区音聞山     |                      |
| 33  |      | 興正寺           | 聖観音          | 高野山真言宗別格本山 | 名古屋市昭和区八事本町   |                      |

## 日本各地の観音霊場
- 西国三十三所
- 新西国三十三箇所
- 播磨西国三十三箇所
- 四国八十八箇所
- 坂東三十三箇所
- 佐野板東三十三箇所観音霊場
- 秩父三十四箇所
- 中国三十三観音霊場
- 摂津国八十八箇所
- 西美濃三十三霊場
- 飛騨三十三観音霊場
- 美濃三十三観音

## 関連文献
- 尾張三十三所観音霊場奉讃会巡拝道路地図出版編集部『尾張三十三觀音巡拜ドライブ地図』尾張三十三所観音霊場奉讃会、1975年